# Лоири-Порто-Сан-Паоло
Лоири-Порто-Сан-Паоло (итал. Loiri Porto San Paolo) — коммуна в Италии, располагается в регионе Сардиния, подчиняется административному центру Сассари.
Население составляет 3 541 человек(30-6-2019), плотность населения составляет 29,88 чел./км². Занимает площадь 118,52  км². Почтовый индекс — 7020. Телефонный код — 0789.
Покровителями коммуны почитаются святой апостол Павел и святитель Николай Чудотворец, празднование 6 декабря.

## Примечание
1. ↑  Statistiche demografiche ISTAT. demo.istat.it. Дата обращения: 28 ноября 2019. Архивировано из оригинала 24 июля 2019 года.